# Bobby Hutcherson
Bobby Hutcherson (Los Angeles, 1941. január 27. vagy 1941. január 17. – Montara, 2016. augusztus 15.) vibrafon és marimba játékos volt. 1971-ben a jazzkritikusok a világ legjobb jazzvibrafonosának választották.

## Pályakép
A zene olyan, mint a szél: nem tudod, honnan érkezik és nem tudod, merre tart. Nem lehet kontrollálni. Az egyetlen dolog, amit tehetsz, hogy belehelyezkedsz és hagyod, hogy elsodorjon.
Hutcherson előtt két jelentős vibrafonos volt csak a világon, Lionel Hampton, a szving nagyja és Milt Jackson a Modern Jazz Quartet tagja.
Aztán Hutcherson bebizonyította, hogy van új élet a vibrafon addig zártnak vélt világában. Értelmezése szerint a vibrafon nem egy kellemes, barátságosan hangzó hangszer csupán, hanem másra is képes.
Hutcherson a  az avantgárd jazz egyik kiemelkedő képviselője lett. Hangszerkezelése természetesen virtuóz, miközben dallamvilága vadonat új.

## Lemezek
- For Sentimental Reasons (2007)
- Skyline (1999)
- Landmarks (1992)
- Mirage (1991)
- Ambos Mundos (1989)
- Essence: The Timeless All-Stars (1986)
- In the Vanguard, 32 Jazz (1986)
- Color Schemes (1985)
- Four Seasons (1983)
- Farewell Keystone (1982)
- Solo/Quartet (1981)
- Un Poco Loco (1979)
- The View from the Inside (Blue Note, 1977)
- Inner Glow (1975)
- Montara (Blue Note, 1975)
- Linger Lane (Blue Note Japan, 1975)
- Cirrus (Blue Note, 1974)
- Live at Montreux (1973)
- Natural Illusions (1972)
- San Francisco (Blue Note, 1971)
- Now! (1969)
- Patterns (1968)
- Total Eclipse (Blue Note, 1968)
- Oblique (1967)
- Happenings (Blue Note, 1966)
- Dialogue (Blue Note, 1965)
- Spiral (1965)
- Components (1965)
- Skyline (1999)
- Landmarks (1992)
- Mirage (1991)
- Ambos Mundos (1989)
- Essence: The Timeless All-Stars (1986)
- In the Vanguard, 32 Jazz (1986)
- Color Schemes (1985)
- Four Seasons (1983)
- Farewell Keystone (1982)
- Solo/Quartet (1981)
- Un Poco Loco (1979)
- The View from the Inside (Blue Note, 1977)
- Inner Glow (1975)
- Montara (Blue Note, 1975)
- Linger Lane (Blue Note Japan, 1975)
- Cirrus (Blue Note, 1974)
- Live at Montreux (1973)
- Natural Illusions (1972)
- San Francisco (Blue Note, 1971)
- Now! (1969)
- Patterns (1968)
- Total Eclipse (Blue Note, 1968)
- Oblique (1967)
- Happenings (Blue Note, 1966)
- Dialogue (Blue Note, 1965)
- Spiral (1965)
- Components (1965)